# Феофилатьев, Иван Иванович
Иван Иванович Феофилатьев (даты рождения и смерти неизвестны) — русский военный, кавалергард, бригадир.

## Биография
В 1713 году начал службу в Свияжском драгунском полку, в следующем году был произведен в прапорщики. По расформировании Свияжского полка в 1715 году переведен в Островский полк кронштадтского гарнизона. В 1718 году он «был командирован к морским солдатам на фрегат „Ланадоу“» и находился «при взятии шведской шнявы и во многих посылках». В 1719 году Феофилатьев возвратился в свой полк. В 1724 году, во время коронации Екатерины І, был взят в кавалергарды. В 1726 году он вторично был «определен в кавалергарды в поручичий ранг». В 1730 году был произведен в капитаны, а в следующем году — при расформировании кавалергардов — в майоры.
Был по собственному желанию переведён в драгунские полки Украинского корпуса. В 1734 году находился на Царицынской линии и был командирован с отрядом для подавления бунта калмыков, имел с ними трехдневную «баталию», отнял у них улус и отдал его во владение хану Церен-Дондуку. В том же году Феофилатьев нанёс поражение калмыкам Доржи Назарова при реке Ахтубе. В течение следующих 1736—1738 годов Феофилатьев участвовал в Закамской экспедиции против бунтующих башкир.
В 1741 году участвовал в боевых действиях в Финляндии в ходе русско-шведской войны: здесь он участвовал во взятии Вильманстранда, в атаке на Фридрихсгамскую крепость и в операциях под Гельсингфорсом. В 1748 году Феофилатьев числился полковником Ямбургского драгунского полка, а в 1752 году уволен от службы в звании бригадира. При увольнении получил поместье в селе Ардабеве Шацкого уезда. Год смерти неизвестен.